# جیسون خریا
جیسون خریا (انگلیسی: Jason Kato Geria؛ زادهٔ ۱۰ مهٔ ۱۹۹۳) یک بازیکن فوتبال اهل استرالیا است. وی همچنین در تیم ملی فوتبال استرالیا بازی کرده‌است.
از باشگاه‌هایی که در آن بازی کرده‌است می‌توان به باشگاه فوتبال ملبورن ویکتوری، باشگاه فوتبال جف یونایتد ایچیهارا چیبا اشاره کرد.